# Fratta Todina
Fratta Todina település Olaszországban, Umbria régióban, Perugia megyében. Lakosainak száma 1857 fő (2023. január 1.). Fratta Todina Marsciano, Monte Castello di Vibio, Todi, Collazzone és San Venanzo községekkel határos.

## Népesség
A település lakossága az elmúlt években az alábbi módon változott:
| Lakosok száma | 1842 | 1821 | 1857 |
|               | 2015 | 2018 | 2023 |